# Майоров, Александр Иванович
Александр Иванович Майоров (1 апреля 1921, Кесова Гора, Тверская губерния — 26 октября 2004, Одесса) — советский военный лётчик-ас истребительной авиации. Участник Великой Отечественной войны. Герой Советского Союза (2 сентября 1943). Полковник (1955).

## Биография
Александр Иванович Майоров родился 1 апреля 1921 года в селе Кесова Гора Кашинского уезда Тверской губернии РСФСР (ныне посёлок городского типа районный центр Тверской области Российской Федерации) в крестьянской семье. Русский. Окончил 7 классов сельской школы, затем школу ФЗУ в городе Химки Московской области. До призыва в армию работал слесарем-инструментальщиком на одном из машиностроительных заводов в Химках. Одновременно занимался в Свердловском аэроклубе Москвы.
В ряды Рабоче-крестьянской Красной Армии А. И. Майоров был призван в 1940 году и направлен в Борисоглебскую военную школу пилотов имени В. П. Чкалова (ныне Борисоглебский учебный авиационный центр подготовки лётного состава им. В. П. Чкалова). В боях с немецко-фашистскими захватчиками младший лейтенант А. И. Майоров с февраля 1942 года. Воевал на самолётах ЛаГГ-3, Ла-5, Ла-5Ф, Ла-5ФН и Ла-7. Боевой путь начал лётчиком 425-го истребительного авиационного полка Волховского фронта. Свой первый самолёт (Ме-109) Александр Иванович сбил 19 марта 1942 года в районе станции Мясной Бор в составе пары. В апреле 1942 года его перевели во 2-й гвардейский истребительный авиационный полк ВВС 52-й армии Волховского фронта, в составе которого он принял участие в заключительной фазе Любанской операции. В июне 1942 года ВВС 52-й армии принимали участие в прикрытии выходившей из окружения 2-й ударной армии. В одном из боёв четвёрка истребителей, ведомая младшим лейтенантом Майоровым, вступила в бой с 37 самолётами противника и одержала победу, сбив 3 вражеских бомбардировщика и 2 истребителя.
При подготовке Синявинской операции 11 августа 1942 года 2-й гвардейский истребительный авиационный полк был передан в прямое подчинение Волховскому фронту и вёл в интересах фронта разведку обороны противника. Затем участвовал в Синявинской операции. Гвардии лейтенант А. И. Майоров в этот период совершил 32 боевых вылета, 12 из которых на разведку, и в четырёх воздушных боях сбил 1 Ме-109Ф лично и ещё два самолёта противника в группе.
20 октября 1942 года полк, в котором служил младший лейтенант Майоров, был передан Калининскому фронту и 25 октября был включён в состав 215-й истребительной авиационной дивизии 2-го истребительного авиационного корпуса 3-й воздушной армии. В составе армии Александр Иванович в должности командира звена участвовал в Великолукской наступательной операции.
В начале января 1943 года 2-й авиационный корпус был переброшен на Волховский фронт и был подчинён 14-й воздушной армии. В её составе Александр Иванович участвовал в прорыве блокады Ленинграда (операция «Искра»). В середине февраля 1943 года корпус вернулся в состав 3-й воздушной армии Калининского фронта и принимал участие в Ржевско-Вяземской наступательной операции.
К середине марта 1943 года Александр Иванович совершил 220 боевых вылетов, из них 98 на прикрытие наземных войск, 47 на сопровождение штурмовиков и бомбардировщиков и 12 на разведку. В 44 воздушных боях лично сбил 2 Ю-88, 4 Ме-109Ф, 1 ФВ-190 и ещё 4 самолёта в группе. К середине весны гвардии младший лейтенант Майоров уже был заместителем командира эскадрильи.
В июне 1943 года 2-й истребительный авиационный корпус был переброшен на Курскую дугу и был подчинён 1-й воздушной армии Западного фронта. 7 июля 1943 года 2-й гвардейский истребительный авиационный полк был включён в состав 322-й истребительной авиационной дивизии и принимал участие в Орловской операции Курской битвы. За период боёв на Курской дуге младший лейтенант А. И. Майоров сбил 9 немецких самолётов. В конце июля 1943 года 2-й истребительный авиационный корпус был оперативно подчинён 15-й воздушной армии Брянского фронта и обеспечивал воздушное прикрытие частей 11-й гвардейской армии.
2 сентября 1943 года Указом Президиума Верховного Совета СССР за образцовое выполнение боевых заданий командования на фронте борьбы с немецко-фашистским захватчиками и проявленные при этом мужество и геройство гвардии младшему лейтенанту Александру Ивановичу Майорову было присвоено звание Героя Советского Союза.
В начале сентября 1943 года 2-я эскадрилья 2-го гвардейского истребительного авиационного полка получила на вооружение 12 самолётов Ла-5ФН, построенных на средства трудящихся Монгольской Народной Республики, один из которых достался Майорову. Позднее лучшему лётчику полка земляки-железнодорожники подарили именной самолёт «Георгиевский путеец». В составе эскадрильи «Монгольский арат» Александр Иванович воевал на 1-м Прибалтийском и 3-м Белорусском фронтах, участвовал в освобождении Белоруссии и Прибалтики, к лету 1944 года прошёл путь от младшего лейтенанта до капитана и в июне 1944 года был назначен командиром 3-й эскадрильи 2-го гвардейского истребительного авиационного полка. Под его командованием в период с 22 июня по 18 августа 1944 года эскадрилья совершила 234 успешных боевых вылета, в том числе 125 на сопровождение штурмовиков и бомбардировщиков, 61 на прикрытие наземных войск, 18 на штурмовку войск противника, 18 на разведку и 12 на свободную охоту. В воздушных боях эскадрильей было сбито 16 вражеских самолётов. Сам гвардии капитан А. И. Майоров за этот период совершил 22 успешных боевых вылета. К началу 1945 года Александр Иванович получил звание майора.
В январе 1945 года 2-й истребительный авиационный корпус был выведен из состава 1-й воздушной армии 3-го Белорусского фронта и передан в состав 2-й воздушной армии 1-го Украинского фронта. В составе армии А. И. Майоров участвовал в Нижнесилезской, Верхнесилезской и Берлинской операциях. В ходе наступательных операций 1-го Украинского фронта эскадрилья гвардии майора А. И. Майорова совершила 308 боевых вылетов. Победу Александр Иванович встретил в небе Германии, совершив за годы войны более 300 боевых вылетов. В 68 воздушных боях он лично сбил 17 вражеских самолётов и ещё 10 в составе группы (по другим данным — 19 и 8 соответственно).
В июне 1945 года гвардии майор А. И. Майоров был направлен в Москву, где 24 июня 1945 года участвовал в Параде Победы. В августе 1945 года он был назначен заместителем командира истребительного авиационного полка, дислоцировавшегося в Венгрии. В 1949 году Майоров окончил курсы усовершенствования офицерского состава и получил звание подполковника. С июля 1948 по сентябрь 1952 года командовал 5-м гвардейским истребительным авиационным полком. Однако тяжёлая травма позвоночника, полученная на фронте, дала о себе знать. Два года Александр Иванович был прикован к постели. После выздоровления он продолжил службу в армии, но о полётах пришлось забыть. В 1952 году он был переведен в ПВО страны и направлен в Одессу, где служил заместителем начальника штаба по боевому управлению 21-й дивизии ПВО Одесского военного округа, затем был заместителем начальника штаба корпуса ПВО. В 1973 году Александр Иванович уволился в запас в звании полковника.
Жил в городе-герое Одессе. Работал спасателем на пляже. Позднее стал руководителем ОСВОДа Одесской области и оставался на этом посту до выхода на пенсию в 1994 году. Умер Александр Иванович 26 октября 2004 года. Похоронен на Втором Христианском кладбище Одессы. 

## Награды
- медаль «Золотая Звезда» (02.09.1943);
- орден Ленина (02.09.1943);
- орден Красного Знамени — дважды (19.02.1943; 29.07.1943);
- орден Александра Невского (05.09.1944);
- орден Отечественной войны 1 степени (06.04.1985);
- орден Отечественной войны 2 степени (29.05.1945);
- орден Красной Звезды (26.10.1955);
- медали, в том числе:

медаль «За оборону Ленинграда» (22.12.1942).
Государственные награды других стран:
- орден Боевого Красного Знамени Монгольской Народной Республики (31.12.1943);
- орден Британской империи 5 степени (декабрь 1944).

## Список известных личных побед А. И. Майорова
| №  | Дата       | Тип самолёта             | Место боя             |
| -- | ---------- | ------------------------ | --------------------- |
| 1  | 14.01.1943 | Messerschmitt Bf.109     | Гонтовая Липка        |
| 2  | 22.01.1943 | Messerschmitt Bf.109     | Отрадное              |
| 3  | 22.01.1943 | Focke-Wulf Fw 190 Wurger | 1-й Эстонский посёлок |
| 4  | 13.07.1943 | Heinkel He 111           | Козельск              |
| 5  | 14.07.1943 | Messerschmitt Bf.110     | хутор Еловский        |
| 6  | 14.07.1943 | Focke-Wulf Fw 190 Wurger | Ягодная               |
| 7  | 16.07.1943 | Messerschmitt Bf.110     | Гнездилово            |
| 8  | 18.07.1943 | Focke-Wulf Fw 190 Wurger | Иваново — Белево      |
| 9  | 01.08.1943 | Heinkel He 111           | Злынь                 |
| 10 | 07.08.1943 | Focke-Wulf Fw 189 Uhu    | Хотынец               |
| 11 | 07.08.1943 | Junkers Ju 87            | Хотынец               |
| 12 | 02.08.1944 | Focke-Wulf Fw 190 Wurger | Буздишки (Литва)      |
| 13 | 02.08.1944 | Focke-Wulf Fw 190 Wurger | Бояры — Пошиймене     |

## Примечание
1. ↑  Участники Парада Победы в составе сводных полков. // Военно-исторический архив. — 2001. — № 5. — С.173.
2. ↑  Быков М. Ю. «Победы сталинских соколов». Издательство «ЯУЗА — ЭКСМО», 2008.
3. ↑  Бодрихин Н. Г. Советские асы. Очерки о советских летчиках. — М.: ЗАО КФК «ТАМП», 1998.
4. ↑  Деревня Гонтовая Липка находилась на территории Кировского района Ленинградской области. Ближайший ныне существующий населённый пункт Келколово.
5. ↑  1-й Эстонский посёлок находился к северу от железнодорожной станции Апраксин Кировского района Ленинградской области частично на территории современного садоводства «Рассвет».

## Документы
- Общедоступный электронный банк документов «Подвиг Народа в Великой Отечественной войне 1941—1945 гг.» Дата обращения: 7 декабря 2015. Архивировано 13 марта 2012 года.

Герой Советского Союза. Дата обращения: 25 апреля 2012. Архивировано 16 мая 2012 года.
Орден Красного Знамени (19.02.1943). Дата обращения: 25 апреля 2012. Архивировано 16 мая 2012 года.
Орден Красного Знамени (29.07.1943). Дата обращения: 25 апреля 2012. Архивировано 16 мая 2012 года.
Орден Александра Невского. Дата обращения: 25 апреля 2012. Архивировано 16 мая 2012 года.
Орден Отечественной войны 1-й степени. Дата обращения: 29 мая 2013. Архивировано 29 мая 2013 года.
Орден Отечественной войны 2-й степени. Дата обращения: 25 апреля 2012. Архивировано 16 мая 2012 года.